# Analyse thermique

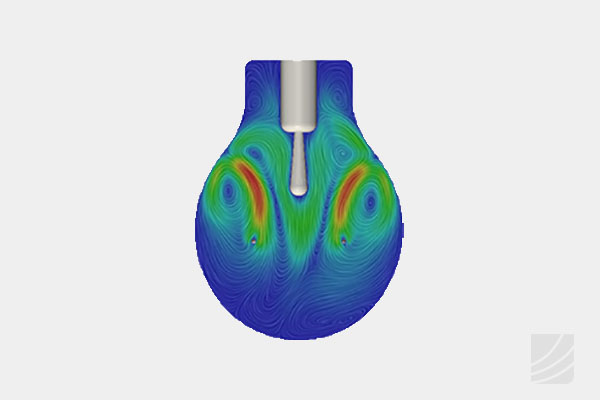
Transfère de température dans une ampoule à incandescence

L'analyse thermique est une série de techniques qui mesure l'évolution, en fonction de la température, du temps et de l'atmosphère, d'une grandeur physique ou chimique d'un matériau minéral ou organique. La terminologie utilisée en analyse thermique est décrite par l'IUPAC dans son "Compendium of Analytical Nomenclature" et par les normes ASTM E473 et DIN 51005. 

## Description
L'analyse thermique peut être simple ou différentielle selon que la mesure de la grandeur physique considérée est effectuée directement ou par comparaison avec le comportement d'un échantillon de référence ne subissant pas de modification de la grandeur physique dans le domaine de température étudié.
L'analyse thermique peut être aussi statique ou dynamique selon que la mesure est effectuée en régime isotherme ou bien pendant l'échauffement ou le refroidissement progressif de l'échantillon.
Les mesures peuvent avoir lieu dans un gaz réactif comme l'air ou dans un gaz inerte comme le diazote ou l'hélium, avec ou sans débit de gaz.
Le tableau suivant présente quelques méthodes d'analyse thermique. 
| Nom de la méthode en français                                                                          | Nom de la méthode en anglais                                                                       | Grandeur mesurée en fonction de la température                                                                         |
| --- | -------------------------------------------------------------------------------------------------- | --- |
| Analyse thermodifférentielle (ATD)                                                                     | Differential Thermal Analysis (DTA)                                                                | Caractéristiques thermiques : température                                                                              |
| Analyse calorimétrique différentielle (ACD) ou calorimétrie différentielle à balayage                  | Differential Scanning Calorimetry (DSC)                                                            | Caractéristiques thermiques : enthalpie                                                                                |
| Analyse thermogravimétrique (ATG)                                                                      | ThermoGravimetric Analysis (TGA)                                                                   | Masse |
| Analyse mécanique dynamique (AMD)                                                                      | Dynamic Mechanical (Thermal) Analysis (DM(T)A)                                                     | Caractéristiques mécaniques : raideur mécanique, facteur d'amortissement, etc.                                         |
| Analyse thermomécanique (ATM)                                                                          | ThermoMechanical Analysis (TMA)                                                                    | Caractéristiques mécaniques                                                                                            |
| Analyse thermodilatométrique ou Dilatométrie                                                           | Thermal Dilatometric Analysis (TDA) ou Dilatometry (DIL)                                           | Dimensions |
| Thermoélectrometrie                                                                                    | Thermoelectrometry                                                                                 | Caractéristiques électriques : résistance, conductance, capacitance, etc.                                              |
| Analyse diélectrique ou Analyse thermique diélectrique                                                 | Dielectric thermal analysis (DEA ou DETA)                                                          | Permittivité diélectrique                                                                                              |
| Thermosonimétrie et thermoacoustimétrie                                                                | Thermosonimetry et thermoacoustimetry                                                              | Caractéristiques acoustiques comme le son                                                                              |
| Thermoptométrie : thermophotométrie, thermoréfractométrie, thermoluminescence, thermomicroscopie, etc. | Thermoptometry : thermophotometry, thermorefractometry, thermoluminescence, thermomicroscopy, etc. | Caractéristiques optiques : lumière, lumière de longueurs d'onde spécifiques, indice de réfraction, luminescence, etc. |
| Thermomagnétométrie ou analyse thermomagnétique                                                        | Thermomagnetometry                                                                                 | Caractéristiques magnétiques : susceptibilité magnétique                                                               |
| Réduction en température programmée                                                                    | Temperature-programmed reduction                                                                   | Réductibilité des espèces oxydées                                                                                      |

Le tableau suivant donne quelques propriétés mesurées selon la méthode utilisée. 
| Type de transformation  | Propriété mesurée                                                                                | DTA | DSC | TGA | TMA | DIL | DM(T)A |
| ----------------------- | ------------------------------------------------------------------------------------------------ | --- | --- | --- | --- | --- | ------ |
| Transformation physique | Transition vitreuse                                                                              | x   | x   |     | x   | x   | x      |
| Transformation physique | Cristallisation                                                                                  | x   | x   |     |     |     |        |
| Transformation physique | Fusion                                                                                           | x   | x   |     | x   |     |        |
| Transformation physique | Évaporation                                                                                      | x   | x   | x   |     |     |        |
| Transformation physique | Sublimation                                                                                      | x   | x   | x   |     |     |        |
| Transformation physique | Coefficient de dilatation                                                                        |     |     |     | x   | x   |        |
| Transformation physique | Modules, viscosité et raideur complexes, tangente δ, complaisance complexe J, courbes maîtresses |     |     |     |     |     | x      |
| Transformation chimique | Réaction chimique                                                                                |     | x   |     |     |     |        |
| Transformation chimique | Décomposition chimique                                                                           | x   | x   | x   |     |     |        |

Les résultats des analyses thermiques sont généralement représentés en fonction de la température, mais peuvent aussi être présentés en fonction du temps (cas d’un test en isotherme) ou de la fréquence (cas de la DM(T)A).

## Transformations observées
Les transformations subies par la matière pendant son traitement thermique et observées par analyse thermique peuvent être réversibles (fusion…) ou irréversibles (décomposition…).
Ces transformations peuvent être, entre autres :
| Transformation | Augmentation           | Diminution            |
| -------------- | ---------------------- | --------------------- |
| Calorifique    | Réaction endothermique | Réaction exothermique |
| Gravimétrique  | Oxydation…             | Décomposition…        |
| Volumétrique   | Dilatation             | Contraction           |

## Combinaisons
Il existe des méthodes dans lesquelles les opérations ci-dessus sont combinées. Un exemple est l'analyse thermique simultanée (STA), une combinaison de l'ATG et de la DSC ou de l'ATD.

## Couplage avec d'autres techniques
Les méthodes d'analyse thermique peuvent être utilisées seules ou couplées avec d'autres méthodes d'analyse pour analyser le gaz produit lors du chauffage. On parle alors de l'analyse des gaz émanents ou EGA de l'anglais Evolved Gas Analysis. Les principaux couplages sont :
- TGA/FTIR
- TGA/MS
- TGA/GC-MS